# Otelfingen
Otelfingen (gsw. Otelfinge, hist. Oodelfinge) – miejscowość i gmina (Politische Gemeinde) w północnej Szwajcarii, w kantonie Zurych, w okręgu (Bezirk) Dielsdorf.  

## Demografia
W Otelfingen mieszka 2946 osób. W 2021 roku 22,5% populacji gminy stanowiły osoby urodzone poza Szwajcarią.

## Transport
Przez teren gminy przebiega droga główna nr 297.